# Ђорђе Гагић
Ђорђе Гагић (Бенковац, 28. децембар 1990) српски је кошаркаш. Игра на позицијама центра и крилног центра а тренутно наступа за Лијеткабелис.

## Каријера
Гагић је у млађим категоријама наступао за ФМП, Суперфунд, Војводину и Црвену звезду. У децембру 2009. преселио се у Морнар из Бара, где је и започео своју сениорску каријеру и за који је наступао до лета 2011. године. Са Хемофармом је 2011. потписао трогодишњи уговор, али је након само једне године прешао у Партизан.
Са Партизаном је освојио Јадранску лигу у сезони 2012/13, а такође је био и шампион Србије 2013. и 2014. године. Због неисплаћених зарада почетком фебруара 2015. године затражио је раскид уговора са црно-белима. Убрзо након тога је прешао у турског прволигаша Газијантеп ББ до краја сезоне. У августу 2015. потписао је за италијански Енел Бриндизи. Крајем априла 2016. прешао је у АЦБ лигаша Канаријас до краја сезоне. У јулу 2016. потписао је за белоруску екипу Цмоки-Минск. У клубу из Минска није провео целу сезону пошто је 20. фебруара 2017. прешао у турски Истанбул ББ до краја сезоне. У септембру 2017. потписао је за турски Јешилгиресун, али је напустио клуб 26. децембра исте године. Почетком јануара 2018. вратио се у Партизан, са којим је потписао једноипогодишњи уговор. У свом другом мандату у екипи Партизана освојио је два Купа Радивоја Кораћа — 2018. и 2019. године. 
У септембру 2019. потписао је за грчки Арис. У клубу из Солуна се задржао непуна два месеца пошто је 13. новембра исте године прешао у Игокеу. Са Игокеом је освојио титулу првака Босне и Херцеговине. У јулу 2020. договорио је продужетак сарадње са Игокеом, али је после само месец дана дошло до раскида уговора. Почетком децембра 2020. потписао је за литвански Лијеткабелис, код тренера Ненада Чанка, са којим је претходно сарађивао у Партизану. На почетку 2022/23. сезоне наступао је за француског прволигаша АДА Блоа. Крајем децембра 2022. вратио се у српску кошарку и појачао екипу чачанског Борца. Сезону 2023/24. почео је у литванским Вулфсима али је у јануару 2024. раскинуо уговор са клубом. Наредног месеца се вратио у Лијеткабелис. У августу 2024. се вратио у чачански Борац.

### Репрезентација
Био је члан сениорске репрезентације Србије која је наступала на Европском првенству 2013. у Словенији. Исте године освојио је и бронзану медаљу на Летњој универзијади у Казању. Наступао је за сениорску репрезентацију и у квалификацијама за Светско првенство 2019. у Кини.

## Успеси

### Клупски
- Партизан:
  - Јадранска лига (1): 2012/13.
  - Првенство Србије (2): 2012/13, 2013/14.
  - Куп Радивоја Кораћа (2): 2018, 2019.

- Игокеа:
  - Првенство Босне и Херцеговине (1): 2019/20.

### Репрезентативни
- Универзијада:  2013.